# Kosmo!
Kosmo! is een Maleis-talig dagblad in Maleisië. Het is een compacte krant en verscheen voor het eerst op 30 augustus 2004. De zondagseditie heet Kosmo Ahad. Elk katern in de krant heeft een uitroepteken. De oplage is 35000 exemplaren. Het dagblad is in handen van de uitgever van Utusan Melayu.